# 伊那市有線放送農業協同組合
伊那市有線放送農業協同組合（いなしゆうせんほうそうのうぎょうきょうどうくみあい）は、長野県伊那市にある有線放送電話事業者である。
愛称は「いなあいネット」。本部・本局所在地は伊那市境（さかい）地籍1420番地。

## 沿革・概略
1954年（昭和29年）4月1日に、伊那町・富県村・美篶村・手良村・東春近村・西箕輪村が合併して（旧）伊那市が発足したが、地区の農業協同組合の合併はなされていなかったため、それぞれの地区の農業協同組合単位で有線放送電話の設置が行われた。
- 1956年（昭和31年）4月、富県農協有線放送電話を設置
- 1957年（昭和32年）4月、美篶農協有線放送電話を設置
- 1957年（昭和32年）11月、東春近農協有線放送電話を設置
- 1960年（昭和35年）7月、西春近農協有線放送電話を設置
- 1961年（昭和36年）4月、西箕輪農協有線放送電話を設置
- 1961年（昭和36年）4月、手良農協有線放送電話を設置
- 1964年（昭和39年）6月、伊那農協有線放送電話を設置

- 1964年（昭和39年）6月、伊那市有線放送電話共同施設協会を設立し、西春近農協有線放送電話をのぞく、旧伊那市内6施設を5回線の中継線で結ぶ。
- 1965年（昭和40年）12月、同年4月旧伊那市と西春近村が合併したことを受けて、西春近農協有線放送電話が伊那市有線放送電話共同施設協会に加入。
- 1971年（昭和46年）6月、伊那市有線放送農業協同組合を設置、地区の農協から独立した組織となる。それに伴い伊那市有線放送電話共同施設協会を廃止。

ちなみに、地区の農業協同組合が合併して伊那農協となったのは、1972年（昭和47年）5月である。
1995年（平成7年）に設備を大幅に更新、NHK第1・NHK第2・FM長野・信越放送の再送信及びミュージックバード配信による音楽チャンネルの提供を開始した。同時に南箕輪村内でJA上伊那が直接提供している有線放送電話と相互接続を開始。電話番号も独自のものから東日本電信電話（NTT東日本）が割り振っている電話番号から市外局番「0265」を除いたものに改める。
なお、地域の集会所等ではNTT東日本の固定電話回線は引かれていないが、有線放送電話の回線が引かれている所があり、そういった所では、独自の市内局番として「75」を付番している。放送用スピーカーの裏面にRJ11形式のモジュラージャックを装備しているため、貸与される電話機以外の市販電話機を接続することができる。「0」発信にて伊那市内のNTT回線への発信ができるようになった。設備更新以前は共同電話方式であったため、定時放送中に受話器を上げると近隣の加入者にも放送が聞こえなくなるという弊害があった（110番及び119番通話のために放送中でも発信操作を行うこと自体は禁止されていなかった）。
1997年（平成9年）、定額制電話であることの利点を生かす形でダイヤルアップ接続によるインターネット接続サービスの提供を開始すると同時に日本で初となるxDSL実証実験を開始する。ADSLの商用提供は長野市の川中島町有線放送農業協同組合に先を越されてしまった。
2005年（平成17年）より、実験提供としてIP電話による発信を行えるようになった。着信と携帯電話とPHSへの発信はできないが、事実上県外であっても無料通話を行うことができる。IP電話発信の際には「9」をダイアル後に市外局番からダイアルする。
2006年（平成18年）より、貸与されている電話機をコードレスホンに置き換え始めている。

## 現状
- 伊那市のうち、加入および発着信が行えるのは平成の大合併で合併する前の旧伊那市に限られ、旧高遠町及び旧長谷村宛てに電話するにはIP電話を使う他ない。両地区の有線放送電話への着信も「0」発信によるNTT回線への着信も2007年1月現在は不能。
- 2006年頃までは西箕輪地区や春近、富県地区等の農山村地域では10MBPS以上のブロードバンド回線としては唯一の選択肢となっていたが、ADSL回線やケーブルテレビ回線のグローバルIP化、市内の大部分へのNTTによるフレッツ光提供開始など、競合相手が出現している。
- 2011年現在、本部局舎と各地区支局舎間および、JA上伊那施設間、行政機関等の大口利用者の間で光ファイバ回線の敷設が進んでおり、将来的には各戸設備もVoIPによる地域LAN化によるシステムの存続を図る構想とされ、同年9月より一部利用者宅に、光ファイバの敷設による高速インターネットの接続実験が開始された。